# Souto (São Salvador)
Souto (São Salvador) (oficialmente; também usado São Salvador de Souto) é uma povoação portuguesa do município de Guimarães, que foi sede da extinta freguesia que tinha 4.96 km² de área e 830 habitantes (2011) e, por isso, uma densidade populacional de 167.3 hab/km².
Foi sede de uma freguesia extinta em 2013, no âmbito de uma reforma administrativa nacional, para, em conjunto com Souto (Santa Maria) e Gondomar, formar uma nova freguesia denominada União das Freguesias de Souto Santa Maria, Souto São Salvador e Gondomar com a sede em Souto Santa Maria.

## Localização
É limitada a norte pelas povoações de Santo Estêvão de Briteiros e Santa Maria de Souto, a este por Gonça, São Torcato e Gominhães, a sul por Santa Eufémia de Prazins e Santo Tirso de Prazins e finalmente Barco a oeste. A linha de fronteira oeste/noroeste é realizada pelo rio Ave e este pelas linha de cumeada das serras do Picoto e Guardina, todas as outras são linhas administrativas representadas por marcos em granito.
De acordo com a Nomenclatura Comum das Unidades Territoriais Estatísticas (NUTS), pertence à sub-região do Ave (NUT III) que está compreendida na região Norte.

## História
Segundo estudos realizados por Martins Sarmento a existência de povoamento no actual território de Souto remonta à Idade do Bronze, comprovada com uma fortificação castreja hoje devoluta. É a partir do século XII que São Salvador de Souto passa a ter a sua história documentada no Arquivo Municipal de Braga. O seu nome deriva do português arcaico "saltus" que se traduz num bosque de castanheiros, sendo observável ainda hoje bastantes castanheiros que corroboram a atribuição do nome. O resto do nome é uma homenagem ao orago da freguesia, São Salvador.
Desde sempre a sua história esteve ligada ao Mosteiro de Souto São Salvador. Este mosteiro foi fundado por D. Paio Guterres da Cunha por volta de 1140, para a Ordem dos Cónegos Regrantes de Santo Agostinho. os terrenos circundantes foram originando uma pequena localidade agrícola que vivia em função do mosteiro, até que no séc. XV deixa de ter frades e passa a ser Comenda da Ordem de Cristo.
Durante a baixa Idade Média tinha anexada a si a freguesia vizinha de Santa Maria de Souto.

## Património
- Mosteiro de Souto São Salvador
- Cruzeiro da Careta, de granito brasonado[4]
- Moinhos de Água, no rio Ave

## População
| População da freguesia de Souto (São Salvador) (1864 – 2011) | População da freguesia de Souto (São Salvador) (1864 – 2011) | População da freguesia de Souto (São Salvador) (1864 – 2011) | População da freguesia de Souto (São Salvador) (1864 – 2011) | População da freguesia de Souto (São Salvador) (1864 – 2011) | População da freguesia de Souto (São Salvador) (1864 – 2011) | População da freguesia de Souto (São Salvador) (1864 – 2011) | População da freguesia de Souto (São Salvador) (1864 – 2011) | População da freguesia de Souto (São Salvador) (1864 – 2011) | População da freguesia de Souto (São Salvador) (1864 – 2011) | População da freguesia de Souto (São Salvador) (1864 – 2011) | População da freguesia de Souto (São Salvador) (1864 – 2011) | População da freguesia de Souto (São Salvador) (1864 – 2011) | População da freguesia de Souto (São Salvador) (1864 – 2011) | População da freguesia de Souto (São Salvador) (1864 – 2011) |
| ------------------------------------------------------------ | ------------------------------------------------------------ | ------------------------------------------------------------ | ------------------------------------------------------------ | ------------------------------------------------------------ | ------------------------------------------------------------ | ------------------------------------------------------------ | ------------------------------------------------------------ | ------------------------------------------------------------ | ------------------------------------------------------------ | ------------------------------------------------------------ | ------------------------------------------------------------ | ------------------------------------------------------------ | ------------------------------------------------------------ | ------------------------------------------------------------ |
| 1864                                                         | 1878                                                         | 1890                                                         | 1900                                                         | 1911                                                         | 1920                                                         | 1930                                                         | 1940                                                         | 1950                                                         | 1960                                                         | 1970                                                         | 1981                                                         | 1991                                                         | 2001                                                         | 2011                                                         |
| 532                                                          | 533                                                          | 495                                                          | 580                                                          | 565                                                          | 586                                                          | 602                                                          | 659                                                          | 753                                                          | 752                                                          | 836                                                          | 851                                                          | 877                                                          | 928                                                          | 830                                                          |

Segundo os últimos censos realizados em 2011 e face os dados anteriores como se observa no gráfico, o total da população local diminuiu devido ao panorama sócio-económico, que limitou o número de nascimentos e originou um êxodo para as cidades ou outros países dos jovens.

## Economia
Relativamente às actividades económicas existentes na freguesia, destaca-se a agricultura, embora que a maioria seja de subsistência,a agropecuária e o sector secundário. A nível da agropecuária observam-se vacarias e alguns aviários. O sector secundário é o que emprega maior número de população (cerca de 60%) e onde a construção civil e as confecções de vestuário representam o maior foco empregador. Existe empresas ligadas ao corte e talhe de rocha ornamental, se bem que o sector de exploração e extracção de rocha ornamental não está devidamente valorizado, devido ao potencial que apresenta ao nível da quantidade de rocha aflorante, carecendo no entanto, de estudos que o comprovem. A população activa do sector do comércio e serviços é reduzida mas tende a aumentar.
Actualmente (2012), a população activa tem vindo a diminuir devido à crise económico-social que se vive,levando a que muitas famílias optassem por emigrar, afectando assim, quer os valores globais da população, quer o lucro produzido pela economia local.
Tem alguns cafés e restaurantes, que servem de ponto de encontro da população, bem como um mercado e um talho que respondem às necessidades básicas dos cidadãos.

## Instituições
- Grupo Folclórico de Souto
- Atlético Clube de Souto
- Grupo de Jovens Renascer, uma organização católica que vocaciona os jovens para uma compreensão cristã e uma atitude social
- Escola Primária de Souto São Salvador